# Sverige i olympiska sommarspelen 1900
Sverige deltog för första gången med en större trupp i olympiska spelen 1900 i Paris. Ett kombinationslag med Sverige och Danmark vann guld, vilket dock i Internationella Olympiska Kommitténs statistik räknas som ett guld för kombinationslag. Däremot vann Ernst Fast ett brons. Sveriges och Norges resultat räknas separat av IOK, trots att länderna var i union med varandra.

## Svenska medaljörer

### Friidrott
- Dragkamp
  - Kombinationslag. Laget bestod av August Nilsson, Karl Gustaf Staaf och Gustaf Söderström, samt tre danskar. Vann guld.

- Maraton
  - Ernst Fast, brons

## Se även

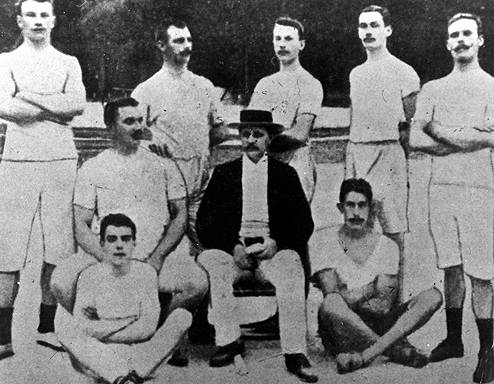
Den svenska friidrottstruppen vid OS i Paris 1900. Stående från vänster Karl Gustaf Staaf, August Nilsson, Isaac Westergren, Tore Blom, Johan F Nyström. Sittande Gustaf Söderström, F Berg (ledare). På marken Ernst Fast och Eric Lemming.

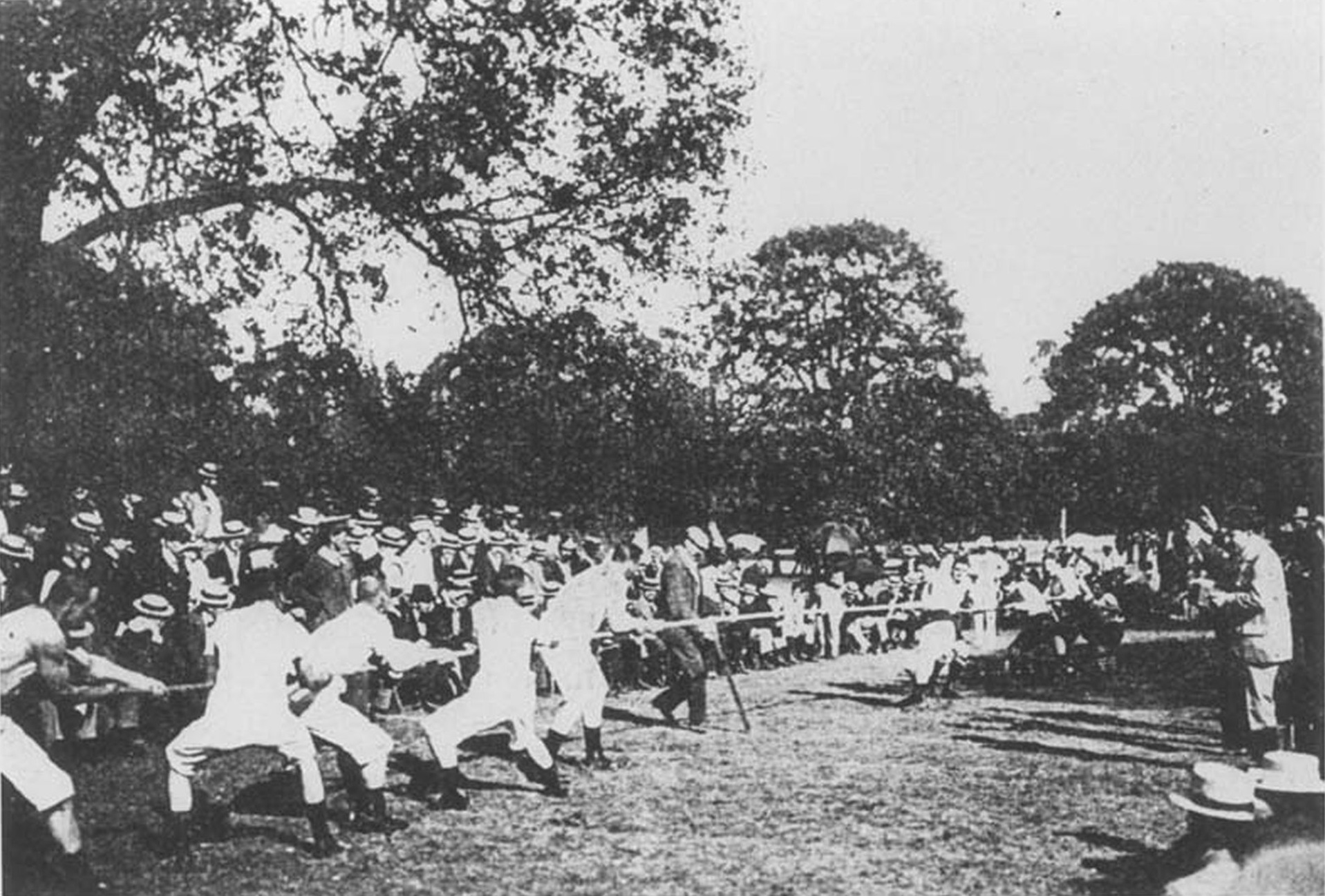
Dragkampen där Sverige vann sitt första OS-guld. Kombinationslaget Sverige/Danmark möter Frankrike.